# (7464) Vipera
(7464) Vipera ist ein Asteroid des mittleren Hauptgürtels, der am 15. November 1987 von dem tschechischen Astronomen Antonín Mrkos am Kleť-Observatorium (IAU-Code 046) bei Český Krumlov entdeckt wurde.
Der Asteroid gehörte in früheren Ausgaben der AstDyS-2-Datenbank zur Astraea-Familie, einer Gruppe von Asteroiden, die nach (5) Astraea benannt ist. In neueren Ausgaben der Datenbank wird er als keiner Asteroidenfamilie zugehörig geführt. Die Umlaufbahn von (7464) Vipera um die Sonne hat mit 0,2687 eine hohe Exzentrizität.
(7464) Vipera ist nach der Gattung der Echten Ottern (Vipera) benannt, insbesondere der Kreuzotter (Vipera berus), die im Wald um das Kleť-Observatorium herum beobachten werden kann. Die Benennung erfolgte auf Vorschlag des tschechischen Astronomen Miloš Tichý durch die Internationale Astronomische Union (IAU) am 4. August 2001.